# Материалистический феминизм
Материалистический феминизм — теоретическое течение радикального феминизма, сформировавшееся вокруг французского журнала «Вопросы феминисток». Для него характерно использование концептуальных инструментов марксизма, в частности исторического материализма, для теоретизирования патриархата и его отмены.

Материалистический феминизм подразумевает пол и гендер как социальные конструкции, возникающие посредством репродуктивной эксплуатации и домашнего подчинения. Его идеология включает анализ работы женщин в браке и в формальной экономике, критику других течений феминизма, деконструкцию сексуальности и защиту автономного женского движения. Дженнифер Вике определяет материалистический феминизм как:
«Феминизм, который настаивает на изучении материальных условий, при которых развиваются социальные механизмы, включая гендерную иерархию... материалистический феминизм избегает рассматривать эту гендерную иерархию как результат единственного патриархата и вместо этого измеряет сеть социальных и психических отношений, составляющих материальный исторический момент».

## История
Термин «материалистический феминизм» появился в конце 1970-х годов и связан с такими ключевыми лицами, как Кристин Дельфи, Колетт Гийомен, Николь-Клод Матьё и Моник Виттиг. Розмари Хеннесси, прослеживает историю материалистического феминизма в работах британских и французских феминисток, которые предпочитали термин «материалистический феминизм» марксистскому феминизму. По их мнению, марксизм должен был быть изменён, чтобы иметь возможность объяснить разделение труда по половому признаку. Марксизм был неадекватен этой задаче из-за своей классовой предвзятости и ориентации на производство. Феминизм также был проблематичным из-за своей эссенциалистской концепции женщины. Материальный феминизм затем появился как положительная замена марксизму и феминизму и указал на неравномерное распределение социальных ресурсов. Материальный феминизм частично зародился в работах французских феминисток, особенно Кристины Дельфи. Во время появления этого термина Дельфи фактически подвергалась критике со стороны других феминисток. Поскольку материалистический феминизм был так близок к марксизму, но фактически не подчинялся марксистскому тексту; многие другие считали эту ветвь ненужной, поскольку она недостаточно марксистская. Однако после 1980-х годов большая часть современного феминизма начала отходить от физического угнетения и вместо этого стала больше сосредотачиваться на языке угнетения. Отсылка к книге «Великая внутренняя революция» Долорес Хейден. Хейден описывает материальный феминизм того времени как переосмысление отношений между частным домашним пространством и общественным пространством, представляя коллективные возможности снять с женщин «бремя» в отношении работы по дому, приготовления пищи и других традиционных женских домашних работ. В 1990-е годы произошёл культурный поворот, который раздвинул границы того, что такое категория «женщина». Когда феминизм стал постфеминизмом, понятие женственности было «проблематизировано, а не принято как данность», как сказала Стиви Джексон. Поскольку феминистки перестали рассматривать женщин как социальную иерархию, а не как половое разделение, концепция материалистического феминизма начала исчезать всё дальше и дальше. Притеснения, с которыми они столкнулись, стали менее важными.

## Отношение к марксистскому феминизму
Марксистский феминизм сосредоточен на исследовании и объяснении способов угнетения женщин через систему капитализма и частной собственности. Как уже говорилось, материалистический феминизм был разработан в качестве усовершенствования марксизма, поскольку считалось, что марксистский феминизм не смог решить проблему разделения труда, особенно в домашнем хозяйстве. Современная концепция уходит корнями в социалистический и марксистский феминизм; Розмари Хеннесси и Крайс Инграхам, которые являются редакторами книги Materialist Feminism: A Reader in Class, Difference, and Women's Lives», описывают материальный феминизм как „конъюнктуру нескольких дискурсов - исторического материализма, марксистского и радикального феминизма, а также постмодернистских и психоаналитических теорий значения и субъективности“

## Теория
Кристин Дельфи утверждает, что материализм - единственная теория истории, рассматривающая угнетение как основную реальность жизни женщин, поэтому женщины и другие угнетённые группы, нуждаются в материализме для исследования своей ситуации. По её мнению, «начинать с угнетения определяет материалистический подход, угнетение - это материалистическая концепция».
Однако марксистское различие между производством и воспроизводством подвергается резкой критике. Для феминисток-материалисток построение теории патриархата, сводящей женский труд к воспроизводству, в конечном итоге подтверждает патриархальную идеологию. Дельфи теоретизирует два способа производства в нашем обществе: промышленный и домашний. Первый способ позволяет осуществлять капиталистическую эксплуатацию, а второй - семейную и патриархальную. Она утверждает, что домашний способ производства является материальной основой гендерного угнетения и что брак - это трудовой договор, который даёт мужчинам право эксплуатировать женщин.
Феминистки-материалистки отвергают, что угнетение женщин имеет какую-либо естественную основу. Поэтому они выступают против любого дискурса, который пытается объяснить положение женщин какими-то внутренними характеристиками этой группы, в частности анатомическими, такими как способность рожать или физическая слабость женщин по сравнению с мужчинами, а также психологическими или психоаналитическими, которые предполагают разную психику у мужчин и женщин. Общей мишенью их критики является то, что они называют néo-féminité: празднование женственности, предлагаемое феминизмом различий.

## Критика
Отношения между материализмом и феминизмом были названы «проблематичными» и рассматривались как «несчастливая пара». Также высказывалась озабоченность общей двусмысленностью материалистического феминизма. Ставится вопрос о том, достаточно ли велико различие между материалистическим феминизмом и марксистским феминизмом, чтобы быть достойным вкладом в феминистскую теорию
Вклад Кристин Дельфи в материалистический феминизм также подвергался критике, например, со стороны Мишель Барретт и Мэри Макинтош. Они считают, что определение материалистического феминизма очень вольно трактует патриархат и что статья Дельфи «К материалистическому феминизму» сосредоточена только на угнетении жён и не связывает это с глобальным угнетением женщин в целом
Однако основная критика материалистического феминизма связана с отсутствием межсекторальности в теории. Сосредоточившись на капиталистических отношениях в сочетании с патриархатом, материалистический феминизм не включает в себя женщин разных классов, сексуальных и этнических групп. Хейзел Кэрби бросила вызов материалистическому феминистскому анализу семьи как универсального угнетения для всех женщин. Вместо этого она отметила, что ценности семьи различны для чернокожих женщин и мужчин, так же как и разделение труда, которое также расифицировано Розмари Хеннесси комментирует, что в последнее время всё чаще приходится признавать различия в определении понятия «женщина» и то, как это пересекается не только с классом, но и с расой, сексуальностью и полом.
Стиви Джексон выражает обеспокоенность недавним возрождением материалистического интереса, заявляя, что многие из новых идей сводят материю к капиталистическим идеям, и что «это может вернуть нас по кругу к наименее продуктивным формам марксизма 1970-х годов»
В последние годы материалистическая феминистская мысль попыталась сосредоточиться на транснациональных проблемах. Учёные рассматривают глобальные экономические изменения в связи с феминизацией бедности. Феминистские учёные также работают над созданием транснациональной феминистской повестки дня. Например, Хеннесси анализирует деятельность низовых организаций в четырёх районах макиладоры вдоль северной границы Мексики. В исследовании утверждается, что глобальный характер патриархата и капитализма поддерживает «политическую экономию секса»